# Vilcey-sur-Trey
Vilcey-sur-Trey est une commune française située dans le département de Meurthe-et-Moselle, en région Grand Est. Le territoire de ce village fait partie du parc naturel régional de Lorraine.

## Géographie

### Situation
Village à la source du Trey, à 56 km Nancy, 55 de Toul, 10 de Thiaucourt.

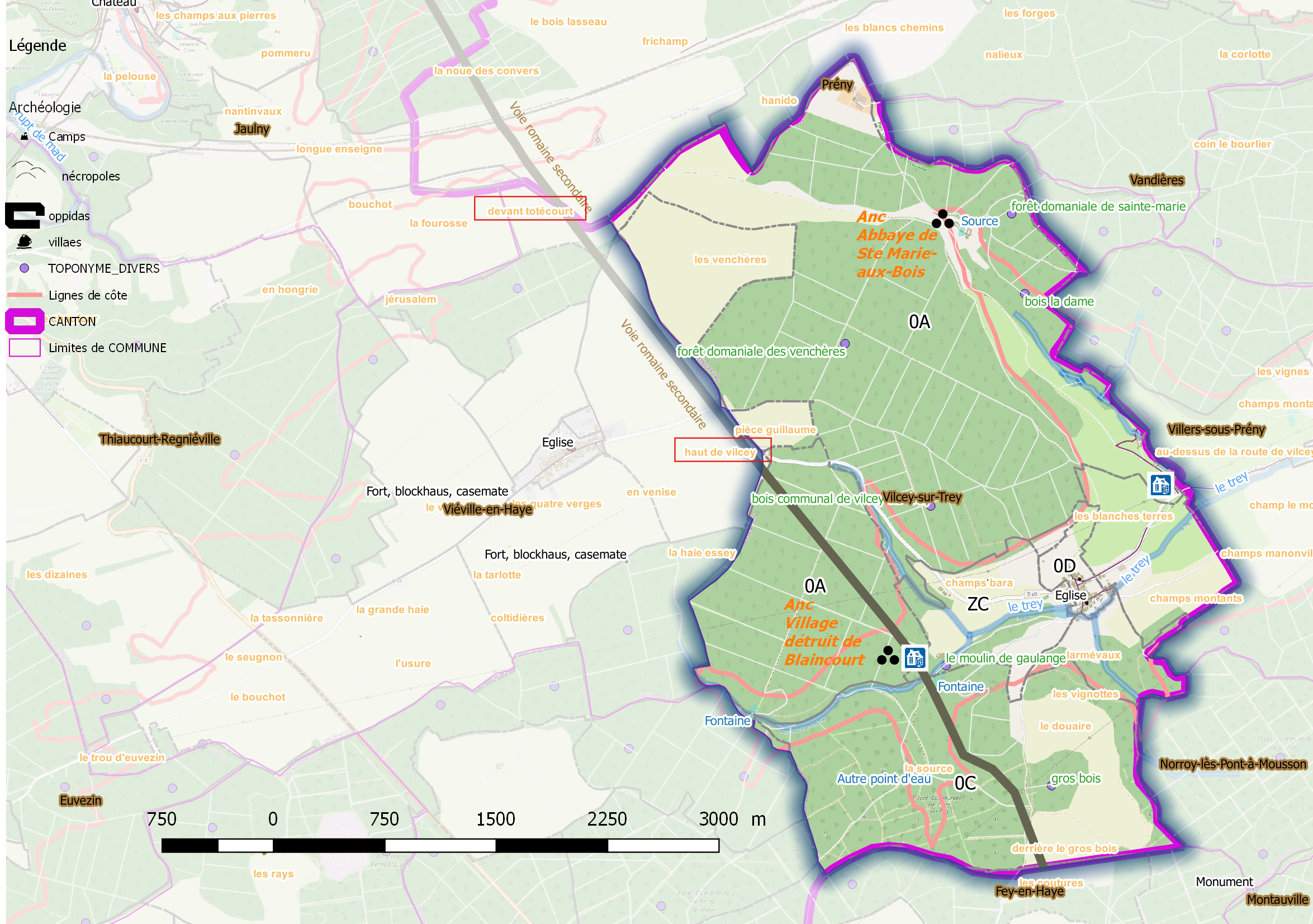
Fig. 1 - Vilcey (ban communal).

D’après les données Corine land Cover, le ban communal de 1 354 hectares comportait en 2011, 22 % de zones agricoles, 68 % de forêts et 6 % de prairies. Le territoire communal est arrosé par le Ruisseau de Trey.

### Lieux-dits, hameaux et écarts
Vilcey-sur-Trey comprend cinq écarts : Gaulange, Jaillard, Neuf-Moulin, Sainte-Marie-au-Bois et la ferme de la Souleuvre.

### Communes limitrophes
| Jaulny           | Prény           | Vandières                 |
| Viéville-en-Haye | Vilcey-sur-Trey | Villers-sous-Prény        |
| Viéville-en-Haye | Fey-en-Haye     | Norroy-lès-Pont-à-Mousson |

### Hydrographie

#### Réseau hydrographique
La commune est dans le bassin versant du Rhin au sein du bassin Rhin-Meuse. Elle est drainée par le ruisseau de Bouillonvaux, le ruisseau de Trey et le ruisseau du Neuf Moulin,.

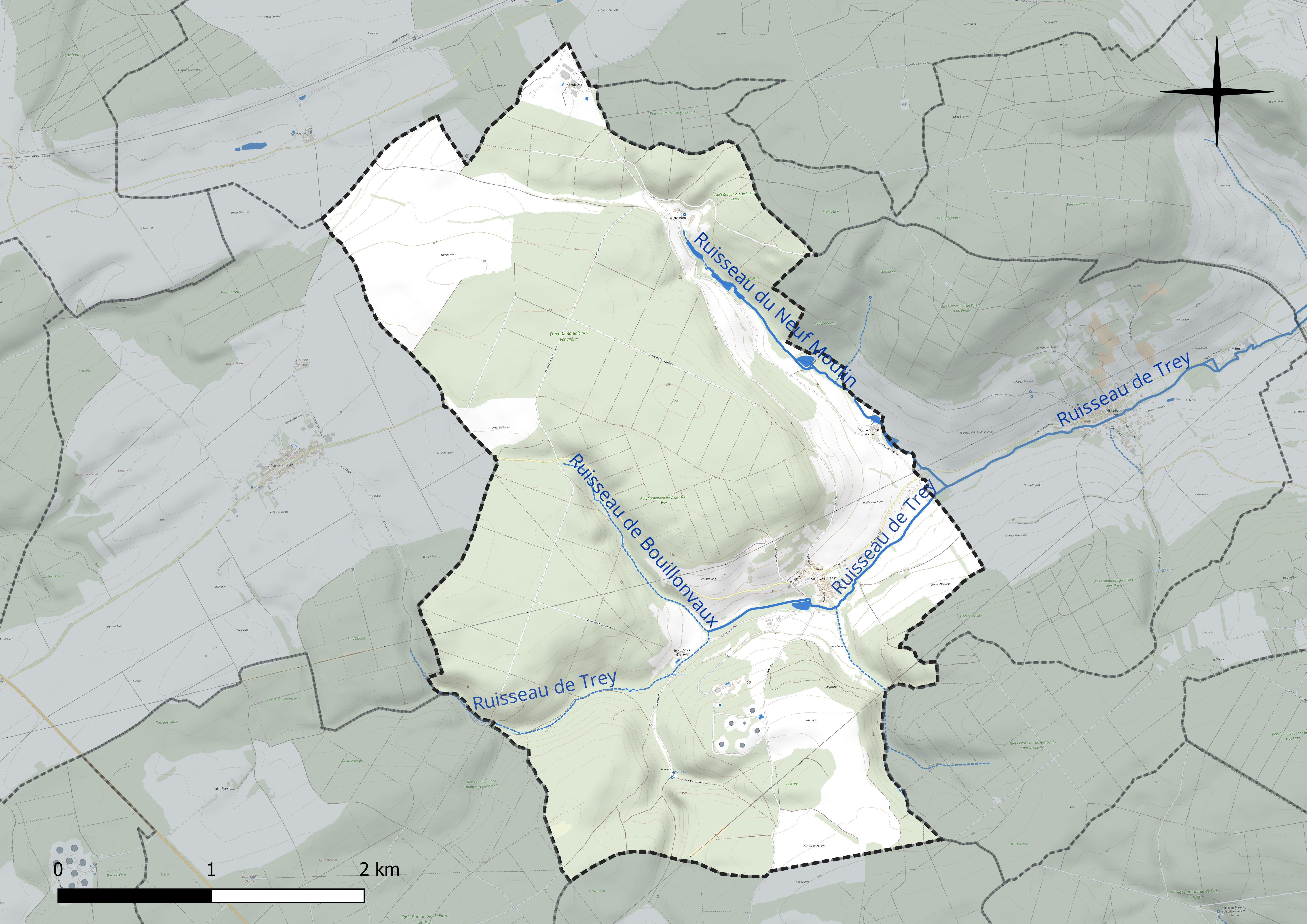
Réseau hydrographique de Vilcey-sur-Trey.

#### Gestion et qualité des eaux
Le territoire communal est couvert par le schéma d'aménagement et de gestion des eaux (SAGE) « Rupt de Mad, Esch, Trey ». Ce document de planification concerne les bassins versants du Rupt de Mad, de l’Esch et du Trey. Le périmètre a été arrêté le 2 juin 2014, la commission locale de l'eau (CLE) a été créée le 20 juin 2017, puis modifiée le 26 mars 20210. La structure porteuse de l'élaboration et de la mise en œuvre est le Parc naturel régional de Lorraine. 
La qualité des cours d’eau peut être consultée sur un site dédié géré par les agences de l’eau et l’Agence française pour la biodiversité. 

### Climat
Pour des articles plus généraux, voir Climat du Grand Est et Climat de Meurthe-et-Moselle.
En 2010, le climat de la commune est de type climat des marges montargnardes, selon une étude du Centre national de la recherche scientifique s'appuyant sur une série de données couvrant la période 1971-2000. En 2020, Météo-France publie une typologie des climats de la France métropolitaine dans laquelle la commune est exposée à un climat semi-continental et est dans la région climatique  Lorraine, plateau de Langres, Morvan, caractérisée par un hiver rude (1,5 °C), des vents modérés et des brouillards fréquents en automne et hiver.
Pour la période 1971-2000, la température annuelle moyenne est de 9,5 °C, avec une amplitude thermique annuelle de 16,3 °C. Le cumul annuel moyen de précipitations est de 815 mm, avec 13,3 jours de précipitations en janvier et 9,1 jours en juillet. Pour la période 1991-2020, la température moyenne annuelle observée sur la station météorologique de Météo-France la plus proche, « Nonsard », sur la commune de Nonsard-Lamarche à 15 km à vol d'oiseau, est de 10,7 °C et le cumul annuel moyen de précipitations est de 690,8 mm. 
La température maximale relevée sur cette station est de 40,1 °C, atteinte le 25 juillet 2019 ; la température minimale est de −17 °C, atteinte le 1er mars 2005,,.
Les paramètres climatiques de la commune ont été estimés pour le milieu du siècle (2041-2070) selon différents scénarios d'émission de gaz à effet de serre à partir des nouvelles projections climatiques de référence DRIAS-2020. Ils sont consultables sur un site dédié publié par Météo-France en novembre 2022.

## Urbanisme

### Typologie
Au 1er janvier 2024, Vilcey-sur-Trey est catégorisée commune rurale à habitat dispersé, selon la nouvelle grille communale de densité à sept niveaux définie par l'Insee en 2022.
Elle est située hors unité urbaine. Par ailleurs la commune fait partie de l'aire d'attraction de Metz, dont elle est une commune de la couronne,. Cette aire, qui regroupe 245 communes, est catégorisée dans les aires de 200 000 à moins de 700 000 habitants,.

### Occupation des sols
L'occupation des sols de la commune, telle qu'elle ressort de la base de données européenne d’occupation biophysique des sols Corine Land Cover (CLC), est marquée par l'importance des forêts et milieux semi-naturels (70,5 % en 2018), une proportion identique à celle de 1990 (70,5 %). La répartition détaillée en 2018 est la suivante : forêts (68,2 %), terres arables (17,8 %), prairies (6,4 %), zones agricoles hétérogènes (5,3 %), milieux à végétation arbustive et/ou herbacée (2,3 %). L'évolution de l’occupation des sols de la commune et de ses infrastructures peut être observée sur les différentes représentations cartographiques du territoire : la carte de Cassini (XVIIIe siècle), la carte d'état-major (1820-1866) et les cartes ou photos aériennes de l'IGN pour la période actuelle (1950 à aujourd'hui).

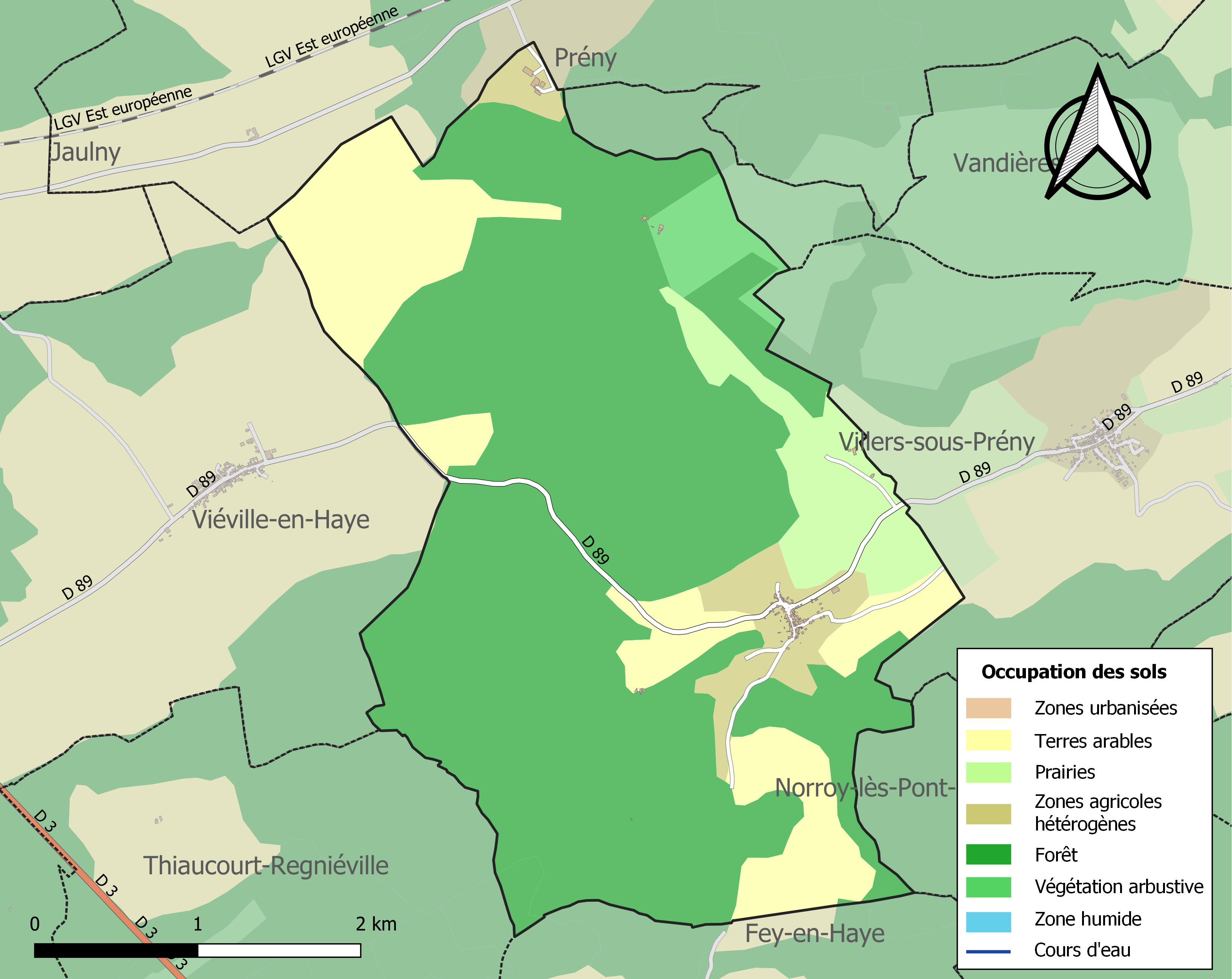
Carte des infrastructures et de l'occupation des sols de la commune en 2018 (CLC).

## Toponymie
Le nom de la localité est attesté sous les formes Villecelz (1342) ; Vilecelz (1397) ; Villeselz-sus-Trien (1402) ; Villesceil-surs-Toren, Villesceil-sus-Trien (1402) ; Villecel-sur-Toren (1441) ; Villecel-sus-Erien (1478) ; Villecel-sur-Thoren (1498) ; Vellesel-sur-Trez (1504) ; Villessey-sur-Trey (1546) ; Villecel-sur-Thoron (1551) ; Villecel-sur-Torein, Villecel-sur-Thorein (1556) ; Villecey-sur-Trey (1602).

Peut-être bas latin *villacellis, locatif pluriel de villicella « petite ferme », traité comme *villacella.
Le Trey est le ruisseau qui prend sa source sur le territoire de la commune, qui passe sur les territoires de Villers-sous-Prény et de Vandières et se jette dans la Moselle.

### Écarts et lieux-dits
Joyard ou Joya : moulin (moulin-fief) à 1 km à l'ouest du village. On prétend que cette cense est bâtie sur l'emplacement d'un ancien village, du nom de Blaincourt, détruit  au XVIIe siècle.
Gauland (Gaulange), moulin.

## Histoire
L’église est dédiée à saint Martin.
En 1504, le chevalier Nicolas de Heu et l'écuyer Nicolas Remiat, seigneurs de Vilcey-sur-Trey et de Viéville-en-Haye, abandonnent leurs droits et propriétés dans ces localités aux religieux prémontrés de Sainte-Marie-aux-Bois.
Le 28 juin 1584, une habitante de Vilcey-sur-Trey, convaincue de sorcellerie, est brûlée à Prény, siège de prévôté ; en 1597, une autre femme de Vilcey, accusée d'être une sorcière, réussit à s'enfuir et ne fut jamais retrouvée.
Vers 1635, lors de la guerre de Trente Ans, les Suédois, alliés des Français, y portèrent la désolation et saccagèrent l'abbaye de Sainte-Marie-aux-Bois où un moine fut passé au fil de l'épée.
Pendant la Première Guerre mondiale, deux écrivains ont séjourné dans cette commune, le Français Charles Péguy en 1914 et l'Allemand Ernst Jünger en 1917.
Ce village a été incendié par les troupes allemandes en retraite en 1944 en même temps que Martincourt.

## Politique et administration
| Période                                  | Période  | Identité         | Étiquette | Qualité |
| ---------------------------------------- | -------- | ---------------- | --------- | ------- |
| Les données manquantes sont à compléter. |          |                  |           |         |
| 1597                                     |          | Zacary Ragot     |           |         |
| 1599                                     |          | Martin Jeangente |           |         |
| décembre 1599                            |          | Zacary Ragot     |           |         |
| Les données manquantes sont à compléter. |          |                  |           |         |
| avant 1988                               | mai 2020 | Gérard Cazanave  |           |         |
| mai 2020                                 | En cours | Sylvain Aubriot  |           |         |

## Population et société

### Démographie
L'évolution du nombre d'habitants est connue à travers les recensements de la population effectués dans la commune depuis 1793. Pour les communes de moins de 10 000 habitants, une enquête de recensement portant sur toute la population est réalisée tous les cinq ans, les populations de référence des années intermédiaires étant quant à elles estimées par interpolation ou extrapolation. Pour la commune, le premier recensement exhaustif entrant dans le cadre du nouveau dispositif a été réalisé en 2005.

En 2022, la commune comptait 147 habitants, en évolution de −9,26 % par rapport à 2016 (Meurthe-et-Moselle : −0,13 %, France hors Mayotte : +2,11 %).
| 1793 | 1800 | 1806 | 1821 | 1831 | 1836 | 1841 | 1846 | 1851 |
| ---- | ---- | ---- | ---- | ---- | ---- | ---- | ---- | ---- |
| 308  | 448  | 355  | 360  | 367  | 355  | 356  | 313  | 333  |

| 1856 | 1861 | 1872 | 1876 | 1881 | 1886 | 1891 | 1896 | 1901 |
| ---- | ---- | ---- | ---- | ---- | ---- | ---- | ---- | ---- |
| 300  | 300  | 274  | 283  | 230  | 236  | 222  | 211  | 197  |

| 1906 | 1911 | 1921 | 1926 | 1931 | 1936 | 1946 | 1954 | 1962 |
| ---- | ---- | ---- | ---- | ---- | ---- | ---- | ---- | ---- |
| 210  | 174  | 94   | 100  | 110  | 95   | 115  | 168  | 158  |

| 1968 | 1975 | 1982 | 1990 | 1999 | 2005 | 2006 | 2010 | 2015 |
| ---- | ---- | ---- | ---- | ---- | ---- | ---- | ---- | ---- |
| 182  | 153  | 166  | 153  | 155  | 165  | 166  | 150  | 161  |

| 2020 | 2022 | - | - | - | - | - | - | - |
| ---- | ---- | - | - | - | - | - | - | - |
| 150  | 147  | - | - | - | - | - | - | - |

## Économie
Les historiens s'accordent à décrire une économie essentiellement agricole, faiblement viticole, au XIXe siècle :
« Surf. territ. 1350 ha dont 547 hect. en terres lab., 35 en prés, 2 en vignes, 885 en bois. L'hectare semé en blé peut rapporter 16 hectol., en orge et avoine 50, en seigle 24, planté en vignes 100. Chevaux, brebis, porcs et vaches. Trois moulins à grains, four à chaux. »,

## Culture locale et patrimoine

### Lieux et monuments
- Monument de la 121e Division d'Infanterie allemande (121. ID) à proximité du village appelé communément Lion de Vilcey. Ce monument a été élevé par l'armée allemande pendant la Première Guerre mondiale, pour rappeler l'engagement de la division dans les terribles combats du Bois-le-Prêtre en 1915.
- En forêt, vestiges de l'arrière-front allemand : fontaines, autel, poste de secours, blockhaus et notamment une fontaine devant laquelle l'écrivain Ernst Jünger, alors jeune lieutenant dans l'armée allemande, a été photographié en 1917.
- Abbaye de Sainte-Marie-au-Bois, ancienne abbaye romane des prémontrés, partiellement inscrite au titre des monuments historiques par arrêté du 29 octobre 1926 et classée pour sa chapelle et son bâtiment jointif par arrêté du 9 avril 1929[25].
- Église Saint-Martin, datant de la fin XVIIIe siècle.
- Il y avait sur le territoire de cette commune au moins quatre calvaires. À la suite des destructions des guerres, seul un subsiste daté de 1619.

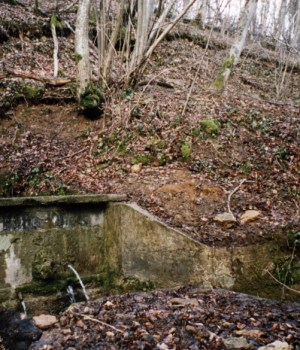
Fontaine des Quatre-Goulots également appelée fontaine Von Oldtman.
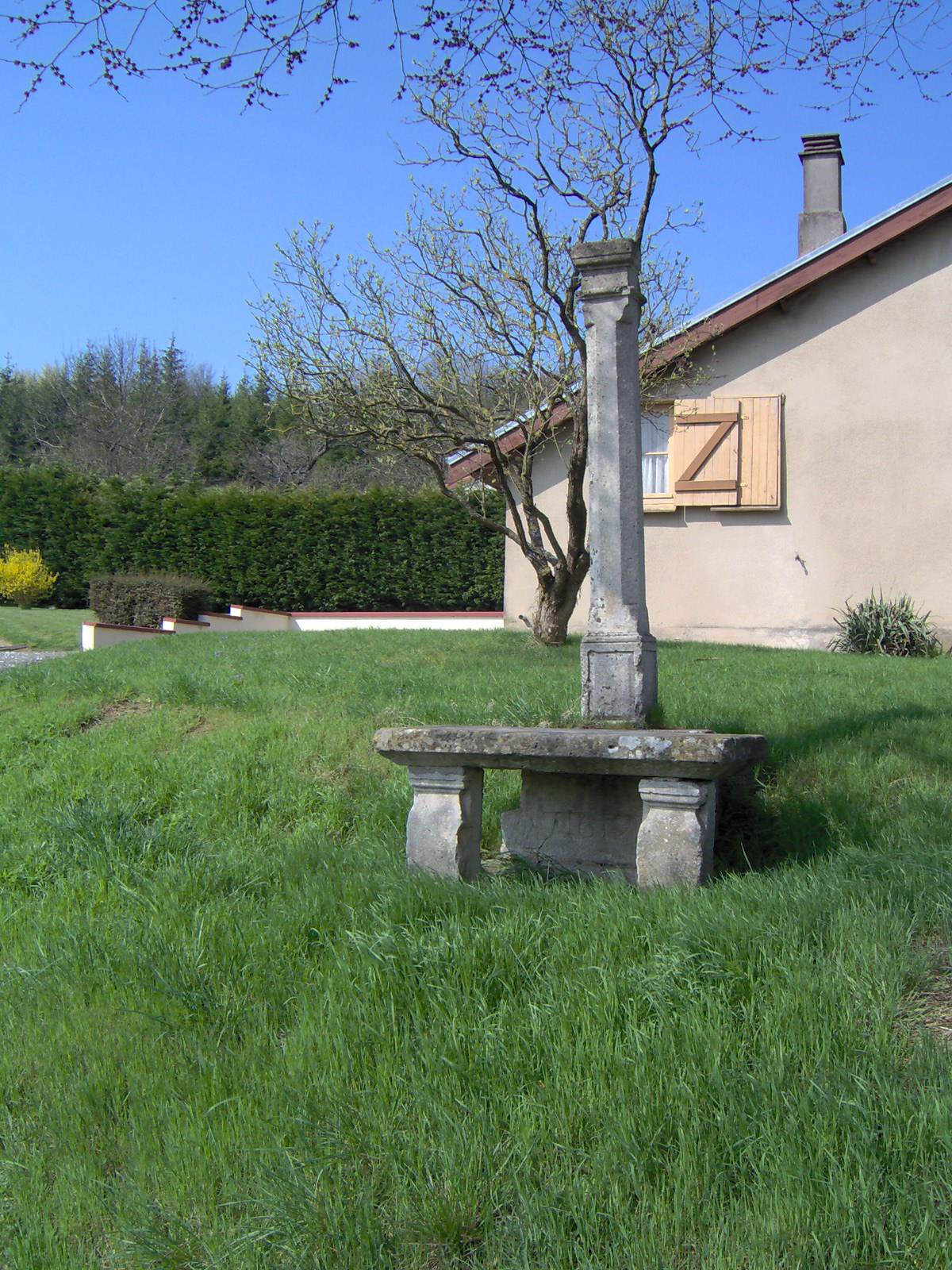
Calvaire de 1619.
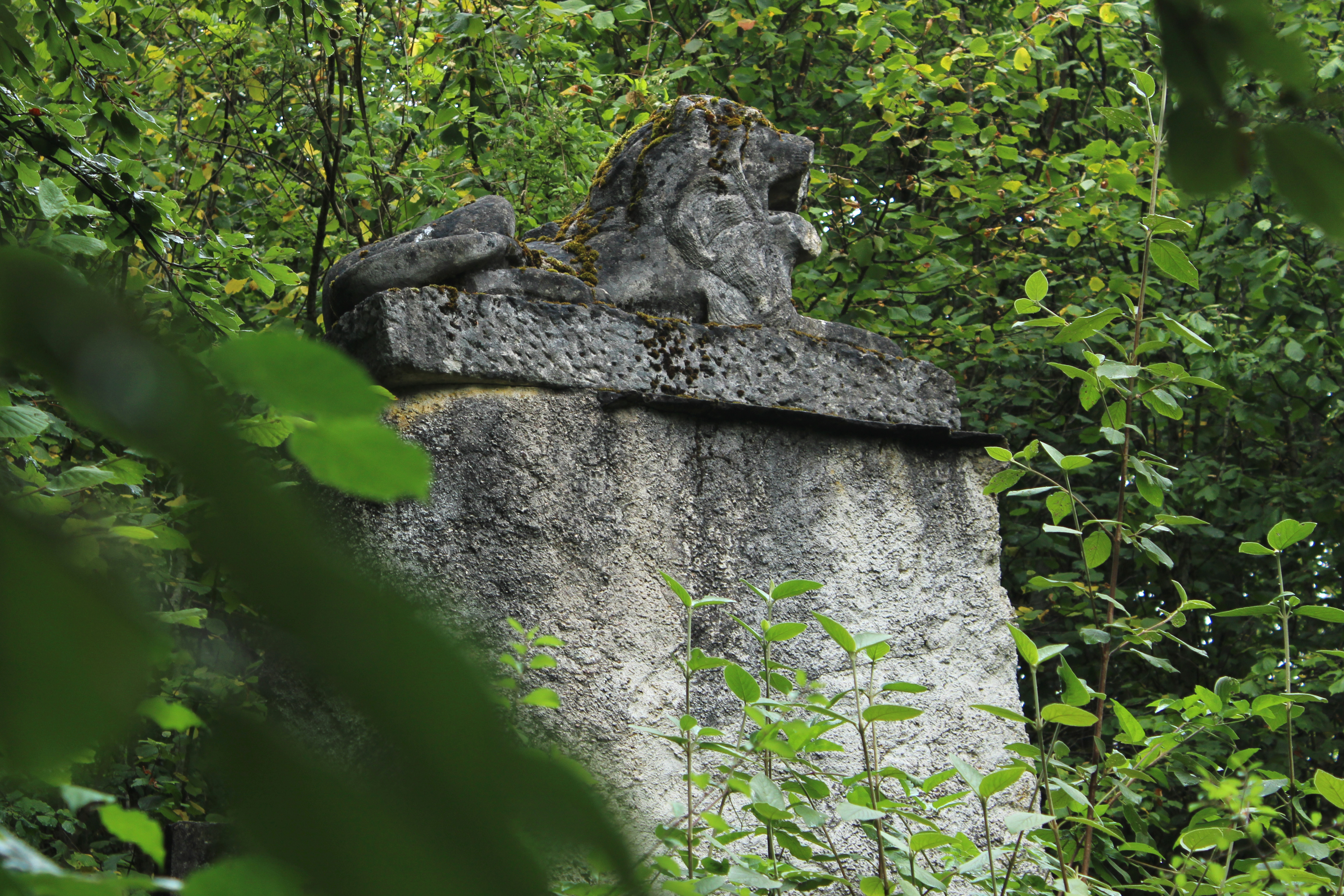
Monument au lion (1915).

### Héraldique, logotype et devise
| Blason de Vilcey-sur-Trey | Blason  | D'azur au chevron renversé d'or soutenu par une fasce ondée d'argent chargée d'une flèche de gueules                                          |
| Blason de Vilcey-sur-Trey | Détails | Ce sont des armes parlantes : le V d'or est l'initiale de Vilcey, la fasce ondée chargée d'une flèche (d'un trait) symbolise la rivière Trey. |